# 語文法
語文法（ごぶんぽう、英: word grammar）は、1980年代にイギリスの言語学者であるリチャード・ハドソンの提起した文法の理論。依存文法を元にしており、単語と文の中間の構造（句構造）を設けず単語同士の関係によって文の性質を記述する。